# Peringat
Peringat – miasto w Malezji, w stanie Kelantan. Według danych szacunkowych na rok 2000 liczyło 20 721 mieszkańców.